# Totalgaz
Totalgaz Iași este o companie producătoare de echipamente de măsură, reglare și control pentru procese industriale din România.
Compania produce în principal stații de reglare și măsurare a presiunii și regulatoarele de presiune.
Cifra de afaceri:
| Anul          | 2005 | 2004 |
| ------------- | ---- | ---- |
| milioane euro | 9,8  | 11,1 |